# АэроБратск

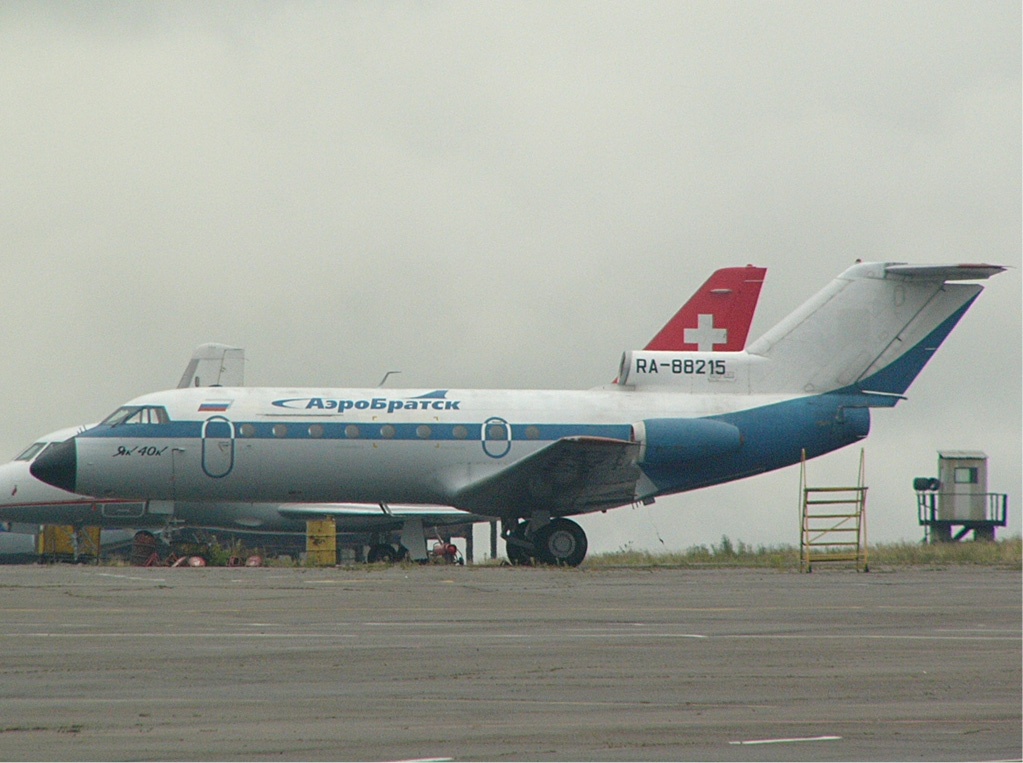
Як-40 «АэроБратск» в иркутском аэропорту

ПАО «АэроБратск» — авиапредприятие базирующееся в Братске. Осуществляет чартерные рейсы, а также занимается аэропортовой деятельностью и является единственным собственником и оператором аэропорта Братск.

## Маршрутная сеть
- Богучаны (чартерные рейсы для компании ООО «Транснефть — Восток»)
- Ленск (чартерные рейсы для компании ООО «Транснефть — Восток»)
- Киренск (чартерные рейсы для компании ООО «Транснефть — Восток»)
- Олекминск (чартерные рейсы для компании ООО «Транснефть — Восток»)
- Алдан (чартерные рейсы для компании ООО «Транснефть — Восток»)

## Флот
По состоянию на февраль 2022 года размер флота ПАО «Аэропорт Братск» составляет 3 самолёта и 7 вертолетов:

## Показатели деятельности
| Показатели                      | 2017 | 2018 |
| ------------------------------- | ---- | ---- |
| Операционная прибыль, млн. руб. | 26,5 | 12,8 |
| Чистая прибыль, млн. руб.       | 23,8 | 31,5 |
| Источник:                       |      |      |

## Попытка банкротства
17 октября 2019 года материнская авиакомпания «ВИМ-Авиа» подала уведомление о намерении признать свою дочернюю компанию банкротом на основании федерального закона «О несостоятельности (банкротстве)». Однако Арбитражным судом Иркутской области заявление было возвращено, поскольку «Вим-Авиа» не является уполномоченным лицом Аэробратска, которому предоставлено право подписывать и подавать заявление от его имени.

## Происшествия и катастрофы
| Дата, время местное | Воздушное судно                    | Место происшествия | количество жертв / количество человек на борту (П+Э) | Описание |
| ------------------- | ---------------------------------- | ------------------ | ---------------------------------------------------- | --- |
| 04.05.1972 23:34    | Як-40 СССР-87778                   | Братск             | 18 / 14+4                                            | При заходе на посадку в сложных метеоусловиях (мокрый ливневый снег, видимость 1 км, сильная болтанка, ветер с порывами 10-14 м/с) самолет Як-40 потерпел крушение не долетев до ВПП 1,5 км. Причинами послужили: недостаточная оперативность производства наблюдений авиационной метеослужбой, принятие экипажем решения посадки ниже его метеоминимума. |
| 17.12.1976 19:40    | Як-40 СССР-88208                   | Усть-Кут           | 7 / 4+3                                              | Сразу после взлета самолёт задел деревья и упал в лес. К моменту отправления продолжительность рабочего времени экипажа составляла более 10 часов. Подготовка к вылету проводилась в спешке. Причина катастрофы — ошибки экипажа при подготовке к вылету и в технике пилотирования во время взлёта.                                                       |
| 18.09.1981 12:13    | Як-40 СССР-87455 Ми-8ТВ СССР-22268 | Железногорск       | 33 / 29+4 7 / 0+7                                    | Из-за ошибки диспетчера управления воздушным движением произошло столкновение самолёта Як-40 и вертолёта Ми-8ТВ в облаках при заходе на посадку на высоте 400 метров. |